# 사랑에 대한 모든 것
《사랑에 대한 모든 것》(영어: The Theory of Everything)은 2014년에 개봉한 영국의 전기 로맨틱 드라마 영화로 제임스 마시가 감독을 맡고, 운동뉴런질환을 겪고 있으나, 물리학에서 크나큰 업적을 지닌 천재적인 이론 물리학자 스티븐 호킹과 전 아내인 제인 와일드 호킹의 관계를 다뤄 그녀가 쓴 회고록 《무한으로의 여행: 스티븐과 나의 삶》을 원작으로 앤서니 매카튼이 각색했다. 이 영화에는 주연의 에디 레드메인과 펄리시티 존스 그리고 찰리 콕스, 에밀리 왓슨, 사이먼 맥버니, 해리 로이드, 데이비드 슐리스 등이 조연을 맡았다. 2014년 9월 7일, 2014년 토론토 국제 영화제에서 월드 프리미어 시사회로 첫 공개되었다.
이 영화는 전 세계의 다양한 영화제와 시상식에서 찬사를 받아 여러 후보에 지명되었다. 스티븐 호킹을 열연한 에디 레드메인은 미국 아카데미상에서 생애 첫 남우주연상을 수상했다. 그외에도 골든 글로브상에서는 4개 부분에 후보에 올라 레드메인은 드라마 영화 부문 남우주연상을 수상했으며, 요한 요한손은 주제가상을 수상했다. 레드메인은 미국 배우 조합상에서 남우주연상을 수상하였고, 영국 아카데미상(BAFTA)에서는 10개 부분에 후보에 올라 영국 영화 작품상, 남우주연상, 각색상 3개 부분을 수상했다.

## 줄거리
1963년, 촉망받는 물리학도 스티븐 호킹(에디 레드메인)은 영국 케임브리지 대학교에서 박사학위를 준비 중이다. 어느 날 그는 파티에서 매력적인 인문학도 제인 와일드(펠리시티 존스)와 마주친다. 첫 눈에 사랑에 빠진 두 사람은 행복한 시간을 가지지만, 어느 날, 스티븐은 컵을 쏟고 펜을 떨어뜨리는 등 조금씩 신체 이상을 보이더니 급기야 길에 쓰러지고 만다. 이내 스티븐은 의사에게 '운동신경원 질환'이라는 선고를 받는다. 일명 '루게릭병'이라고 불리는 이 병의 평균 생존 기간은 고작 2년. 스티븐은 2년안에 죽을 것이라는 누청천벽력과도 같은 얘기에 절망하며 모든 것을 포기하려 자신을 찾아오는 제인을 밀어내지만 제인은 남은 시간만이라도 곁에 있겠다며 그에 대한 사랑이 변함 없음을 내비치고 스티븐의 부모도 만류하는 결혼 생활을 시작한다.
부부가 된 두사람 사이에는 자녀들도 태어난다. 스티븐은 점차 발음이 흐릿해지고 몸을 가누는 게 불편해지지만, 제인은 그가 박사학위를 마치고 새로운 이론을 완성할 수 있도록 지원을 아끼지 않는다. 그런 제인의 애정 어린 헌신을 다한 덕분에 희망을 얻은 스티븐은 자신의 천재성을 발휘하며 학계를 놀라게 한 연구로 그토록 원하던 물리학 박사학위를 얻는다. 그러나 휠체어에 의지하는 스티븐과 세명의 아이들이 점점 커가면서 제인은 점점 삶에 지쳐간다. 이후 조나단(찰리 콕스)이 호킹 가족에게 찾아오면서 이들의 관계는 새로운 국면을 맞는다.

## 출연진
- 에디 레드메인 - 스티븐 호킹 역[6]
- 펄리시티 존스 - 제인 와일드 호킹 역[6]
- 찰리 콕스 - 조너던 존스 역: 제인의 재혼남[6]
- 해리 로이드 - 브라이언 역: 호킹의 룸메이트[7]
- 에밀리 왓슨 - 베럴 와일드 역: 제인의 어머니[6]
- 가이 올리버왓츠 - 조지 와일드 역: 제인의 아버지
- 사이먼 맥버니 - 프랭크 호킹 역: 스티븐의 아버지[6]
- 애비개일 크루텐든 - 이소벨 호킹 역: 스티븐의 어머니
- 샬롯 호프 - 필리파 호킹 역: 스티븐의 자매[6]
- 루시 채플 - 메리 호킹 역: 스티븐의 자매
- 데이비드 슐리스 - 데니스 시아머 역[6]
- 맥신 피크 - 일레인 메이슨 역: 스티븐의 담당 간호사이자 재혼녀[6]
- 크리스천 맥케이 - 로저 펜로스 역[6]
- 엔조 칠렌티 - 킵 손 역[6]
- 게오르그 니콜로프 - 이사아크 마르코비치 할라트니코프 역
- 앨리스 오르유잉 - 다이애나 킹 역: 스티븐의 친구 바실 킹의 자매
- 스티븐 호킹 - 동일한 컴퓨터화 된 목소리 제공